# Ekspresje, depresje, euforie
Ekspresje, depresje, euforie – debiutancki album zespołu Bruno Schulz wydany w 2007 roku nakładem Luna Music.

## Lista utworów
1. „Afera” – 3:07
2. „Taniec Bałwochwalczy” – 2:57
3. „Gdy więdną kwiaty” – 2:48
4. „Kawałek świata zasłonięty” – 4:14
5. „Elektrownie” – 3:58
6. „Mandarynki” – 2:35
7. „Dziewczynka z Bałut” – 4:05
8. „Podmienić naboje” – 3:47
9. „Mały Książę” – 4:09
10. „Biegnę biegnę idę idę” – 2:17
11. „Dzisiaj spotkam cię” – 3:49
12. „Świat beze mnie” – 4:02
13. „Pi i Sigma” – 3:45

## Twórcy
- Karol Stolarek – gitara, śpiew
- Marcin Regucki – gitara
- Tomasz Wzorek – gitara
- Wit Zarębski – gitara basowa
- Łukasz Kucharski – perkusja